# Cisoidă

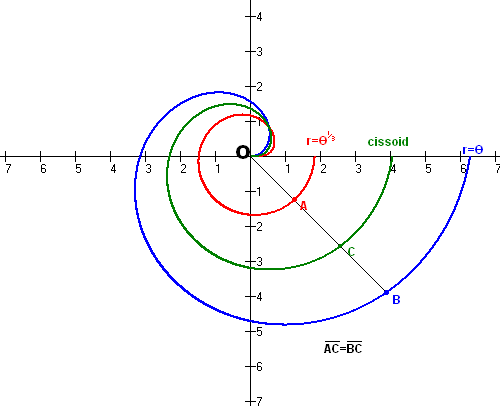
Cisoida (curba verde) generată de curbele r=θ şi r=θ^{1/3}.

O cisoidă este o curbă derivată din punctul fix O și alte două curbe α și β. Fiecare dreaptă care trece prin O și care intersectează α în A și β în B taie cisoida la mijlocul distanței dintre {\displaystyle {\overline {AB}}}.
Cea mai simplă expresie folosește coordonate polare cu O ca origine. Dacă {\displaystyle r=\alpha (\theta )} și {\displaystyle r=\beta (\theta )} exprimă două curbe, atunci {\displaystyle r={\frac {1}{2}}(\beta (\theta )+\alpha (\theta ))} exprimă cisoida.
Uneori, această cisoidă este descrisă ca suma {\displaystyle r=\beta (\theta )+\alpha (\theta )} sau diferența {\displaystyle r=\beta (\theta )-\alpha (\theta )}; acestea două sunt practic echivalente cu excepția dublării mărimii și posibila necesitate de reflectare a curbei prin O.
Fiecare concoidă este o cisoidă cu cealaltă curbă fiind un cerc cu centrul în origine.
Cisoida lui Diocles a fost prototipul acestei construcții generale.
Cisoida lui Zahradnik înlocuiește cercul lui Diocles cu o secțiune conică.
Concoida lui de Sluze are α un cerc care trece prin O mai puțin O și β o dreaptă paralelă cu tangenta lui α la O. Nu este de fapt o concoidă.